# Карпентария
Карпентария (на английски: Gulf of Carpentaria) е голям залив в югоизточната част на Арафурско море, разположен край северния бряг на Австралия, като бреговете му попадат в щата Куинсланд (източните и южните) и Северната територия (западните и югозападните). Площта му е около 300 000 km², дължината от север на юг – 700 km, ширината на входа (между носовете Йорк на изток и Арнем на запад) – 660 km, а максималната му дълбочина е 69 m.

## Географска характеристика
Заливът Карпентария е разположен между големите австралийски полуострови Арнхемланд на запад и Кейп Йорк на изток и има форма на трапец. Бреговете му са сравнително слабо разчленени, но все пак има множество вторични заливи – Мелвил, Каледон, Мад Блу, Лимен Байт и други по западното, Порт Мъсгрейв, Албатрос, Арчър и др. по източното крайбрежие. В западната и южната му част са разположени три големи архипелага: Грут Айлънд (островите Грут Айлънд, Бикертон и др.); Сър Едуард Пелю (остров Вандерлин и др.); Уелсли (островите Морнингтън, Бентинк и др.). В залива Карпентария се вливат множество големи реки: Дюси, Уенлок, Арчър, Холройд, Мичъл, Гилбърт и др. (от изток); Норман, Флиндърс, Лейкхард, Грегъри, Калберт, Робинсън, Мак Артур, Лимен Байт и др. (от юг); Ропър, Роз и др. (от запад). Средната месечна температура на водата през зимата е 23 – 25°С, а през лятото – 29°С. Солеността е около 34,8‰. Приливите са неправилни, полуденонощни, с височина до 3,2 m. Край бреговете на залива се наблюдават силни приливно-отливни течения.

## Историческа справка
През февруари и март 1606 г. холандският мореплавател Вилем Янсзон открива участък с дължина около 360 km от неговото североизточно крайбрежие (северозападния бряг на полуостров Кейп Йорк), до нос Кируир на юг, като по този начин е първият европеец достигнал до бреговете на Австралия. 18 години по-късно, през 1623 г., друг холандски мореплавател Ян Карстенс открива малък участък от неговото северозападно крайбрежие (североизточния бряг на полуостров Арнхемланд) и наименува предполагаемия голям залив на юг в чест на Питер де Карпентие (5-ти генерал-губернатор (1623 – 27) на Нидерландска Индия). През 1802 г. видният английски мореплавател, откривател и изследовател на голяма част от бреговете на Австралия Матю Флиндърс открива и изследва целите източни, западни и южни брегове на залива и в южната му част открива архипелазите Уелсли и Сър Едуард Пелю.